# 夸拉伊河

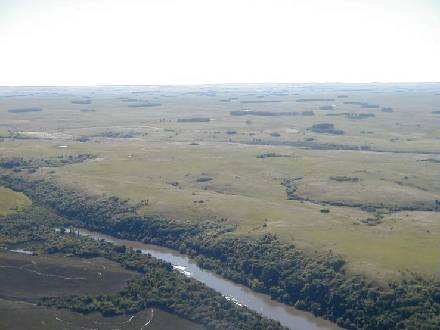
夸拉伊河

夸拉伊河（葡萄牙語：Rio Quaraí；西班牙語：Río Cuareim）是南美洲的河流，屬於烏拉圭河的左支流，流經巴西南里奧格蘭德州和烏拉圭阿蒂加斯省，河道全長351公里，流域面積14,865平方公里。
30°11′5″S 57°36′18″W / 30.18472°S 57.60500°W